# Картка OpenPGP
У криптографії картка OpenPGP — це сумісна з ISO/IEC 7816 -4, -8 смарт-карта, яка інтегрована з багатьма функціями OpenPGP. За допомогою цієї смарт-картки можна виконувати різноманітні криптографічні завдання (шифрування, дешифрування, цифровий підпис/підтвердження, автентифікація тощо). Це дозволяє безпечно зберігати матеріал секретного ключа; у всіх версіях протоколу зазначено: «Приватні ключі та паролі неможливо прочитати з картки за допомогою жодної команди чи функції». Однак нові пари ключів можуть бути завантажені на картку в будь-який час, замінивши існуючі.
Оригінальна картка OpenPGP була побудована на BasicCard і залишається доступною в роздрібній торгівлі. Кілька взаємно сумісних реалізацій JavaCard протоколу інтерфейсу OpenPGP Card доступні як програмне забезпечення з відкритим вихідним кодом і можуть бути встановлені на звичайних смарт-картах JavaCard, включаючи карти з підтримкою NFC. Nitrokey і Yubico надають USB-токени, які реалізують той самий протокол через емуляцію смарт-карти.
Демон смарт-карти у поєднанні з підтримуваними зчитувачами смарт-карт, реалізованими в GnuPG, можна використовувати для багатьох криптографічних програм. З gpg-agent у GnuPG 2, реалізація ssh-agent із використанням GnuPG, картку OpenPGP також можна використовувати для автентифікації SSH.

## Ідентифікатори постачальників

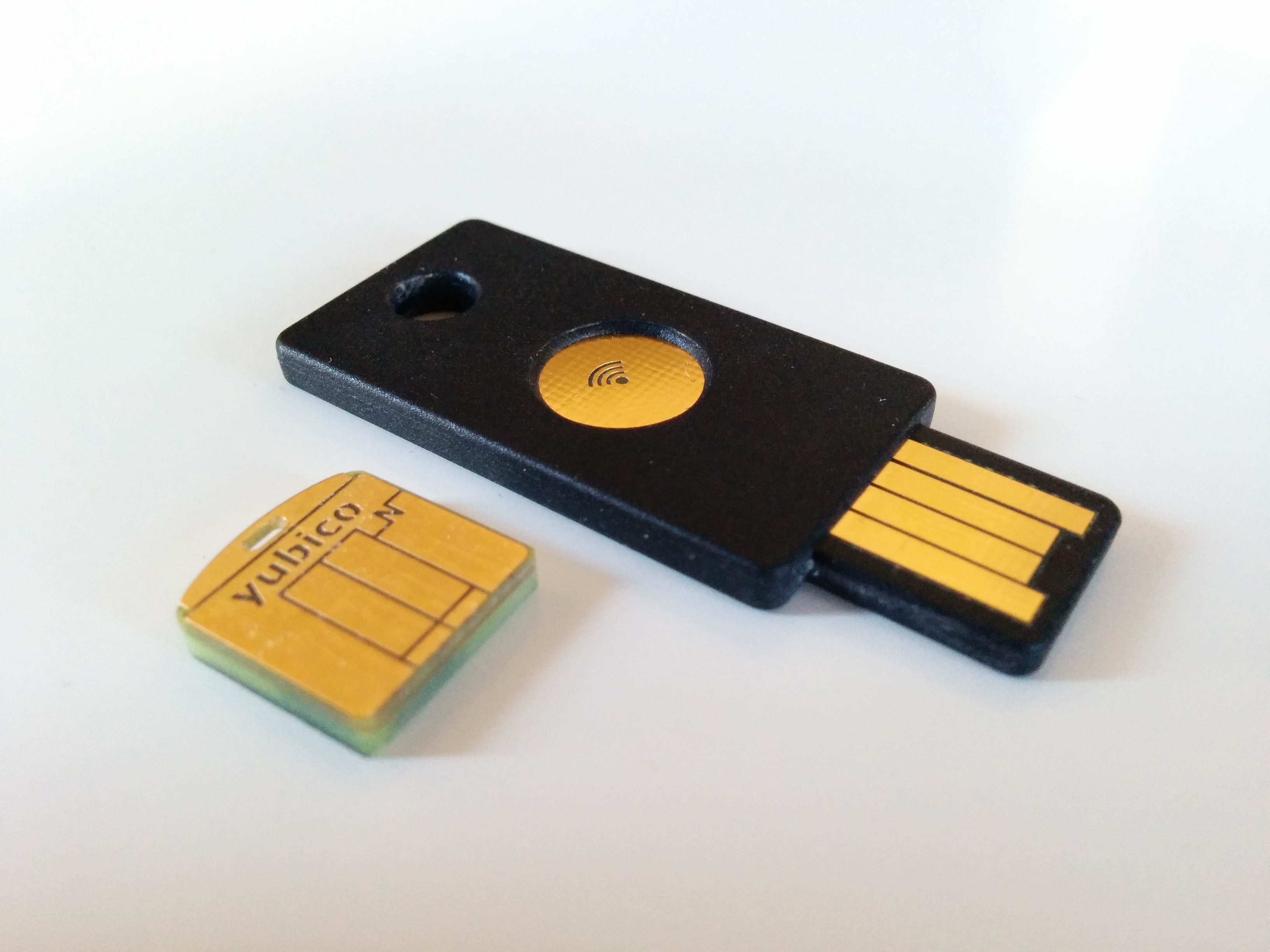
USB-пристрої Yubico реалізують плату OpenPGP і криптографічні алгоритми HOTP.

Картка OpenPGP має унікальний серійний номер, який дозволяє програмному забезпеченню запитувати певну картку. Серійні номери призначаються залежно від постачальника, а постачальники реєструються в англ. FSFE.
Призначені ідентифікатори постачальників:
| ID             | Ім'я                              | Дата призначення | Коментар                                                             |
| -------------- | --------------------------------- | ---------------- | -------------------------------------------------------------------- |
| 0x0000         | Тестова картка                    | Специфікація     | Зарезервовано для тестування.                                        |
| 0x0001         | PPC Card Systems                  | Специфікація     |                                                                      |
| 0x0002         | Prism Payment Technologies        | 2005-09-02       |                                                                      |
| 0x0003         | OpenFortress Digital signatures   | 2006-03-10       |                                                                      |
| 0x0004         | Wewid AB                          | 2008-01-26       |                                                                      |
| 0x0005         | ZeitControl cardsystems GmbH      | 2009-06-02       |                                                                      |
| 0x0006         | Yubico AB                         | 2012-11-15       |                                                                      |
| 0x0007         | OpenKMS                           | 2014-01-20       |                                                                      |
| 0x0008         | LogoEmail                         | 2014-11-03       |                                                                      |
| 0x0009         | Fidesmo AB                        | 2015-10-21       |                                                                      |
| 0x000A         | Dangerous Things                  | 2016-03-12       |                                                                      |
| 0x000B         | Feitian Technologies              | 2020-01-20       |                                                                      |
| 0x002A         | Magrathea                         | 2009-05-25       |                                                                      |
| 0x0042         | GnuPG e.V.                        | 2017-11-01       |                                                                      |
| 0x1337         | Warsaw Hackerspace                | 2014-12-08       |                                                                      |
| 0x2342         | warpzone e.V.                     | 2016-04-25       |                                                                      |
| 0x4354         | Confidential Technologies         | 2018-10-04       |                                                                      |
| 0x5443         | TIF-IT e.V.                       | <= 2020-01-28    |                                                                      |
| 0x63AF         | Trustica s.r.o                    | 2018-04-05       |                                                                      |
| 0xBA53         | c-base e.V.                       | 2020-03-03       |                                                                      |
| 0xBD0E         | Paranoidlabs                      | 2018-02-01       |                                                                      |
| 0xF1D0         | CanoKeys                          | 2021-11-04       |                                                                      |
| 0xF517         | Free Software Initiative of Japan | 2010-09-06       |                                                                      |
| 0xF5EC         | F-Secure                          | 2020-02-21       |                                                                      |
| 0xFF00. . FFFE | Random                            | Специфікація     | Діапазон, зарезервований для випадково призначених серійних номерів. |
| 0xFFFF         | Тестова картка                    | Специфікація     | Зарезервовано для тестування.                                        |